# Йер-Бруаж
Йер-Бруа́ж (фр. Hiers-Brouage) — коммуна во Франции, находится в регионе Пуату — Шаранта. Департамент коммуны — Шаранта Приморская. Входит в состав кантона Марен. Округ коммуны — Рошфор.
Код INSEE коммуны — 17189.

## Население
Население коммуны на 2010 год составляло 655 человек.
| 1962 | 1968 | 1975 | 1982 | 1990 | 1999 | 2010 |
| ---- | ---- | ---- | ---- | ---- | ---- | ---- |
| 541  | 519  | 440  | 476  | 498  | 474  | 655  |